# 袴一平
袴一平（はかまいっぺい）は日本の男性パチンコライター。所属は「パチマガスロマガ」。

## 人物
パチンコの収支だけで、全国を制覇する旅打ち企画「パチマガ決死のサバイバル旅打ち」の初代制覇者。そんな偉業を成し遂げただけに、パチンコの実力はトップレベル。旅打ち中はハネモノや甘デジ中心の立ち回りで攻めたが、普段はスペックを問わず、様々な台を打っている。元飲食店の店長でもあり料理がとても上手という一面も。

## 名前の由来
「袴一平」という名前は、本人が平台（ハネモノ）が好きなことに由来する。「袴」とは、ハネモノの羽を開放させるためのチャッカーに玉を導く「袴」の形をした一連の釘を指す。「平台で玉が一直線に袴を通る」というイメージから担当編集者によって命名された。

## 連載
- ガチプロ稼動録 (パチマガスロマガFREE)